# Radiador passiu (altaveu)

Caixa de radiador passiu amb radiador passiu de muntatge frontal; També s'utilitza el muntatge posterior o lateral.

Un recinte d'altaveus que utilitza un radiador passiu (PR) normalment conté un "altaveu actiu" (o controlador principal) i un radiador passiu (també conegut com a "con de drone"). L'altaveu actiu és un controlador normal i el radiador passiu és de construcció similar, però sense bobina de veu i conjunt d'imants. No està connectat a una bobina de veu ni connectat a un circuit elèctric o amplificador de potència. Small&Hurlburt han publicat els resultats de la investigació sobre l'anàlisi i el disseny de sistemes d'altaveus amb radiadors passius. El principi del radiador passiu es va identificar com a particularment útil en sistemes compactes on la realització de ventilació és difícil o impossible, però també es pot aplicar de manera satisfactòria a sistemes més grans.
De la mateixa manera que un altaveu portat, un sistema de radiador passiu utilitza la pressió sonora que d'altra manera queda atrapada al recinte per excitar una ressonància que facilita que el sistema d'altaveus creï els tons més profunds (per exemple, línies de baix). El radiador passiu ressona a una freqüència determinada per la seva massa i la elasticitat (compliment) de l'aire del recinte. S'ajusta al recinte específic variant la seva massa (per exemple, afegint pes al con). La pressió d'aire interna produïda pels moviments del con conductor actiu mou el con del radiador passiu. Aquesta ressonància redueix simultàniament la quantitat que el woofer ha de moure.

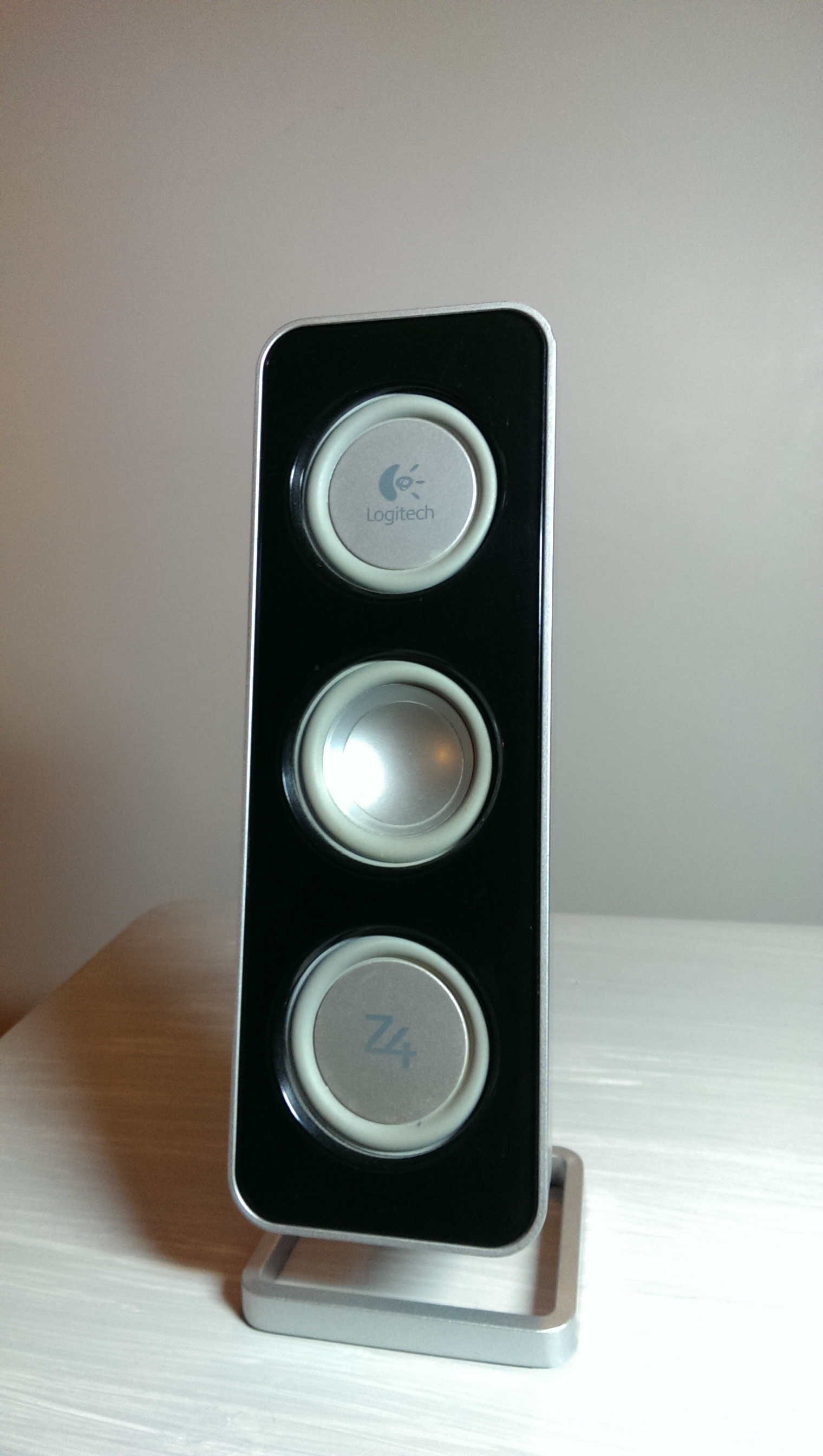
Un petit altaveu d'ordinador. L'altaveu central és un altaveu real. Els cons superior i inferior són radiadors passius.

## Consideracions de disseny
Els radiadors passius s'utilitzen en lloc d'un port reflex per diverses raons. En caixes de petit volum sintonitzats a freqüències baixes, la longitud del port requerit es fa molt gran. També s'utilitzen per reduir o eliminar els sorolls censurables de la turbulència del port i el flux de compressió causats pel flux d'aire d'alta velocitat als ports petits. A més, els ports tenen ressonàncies de canonades que poden produir efectes no desitjats en la resposta de freqüència. Segons una aproximació de primer ordre, el radiador passiu funciona de manera idèntica a un port.
Els radiadors passius estan ajustats per variacions de massa (M mp), canviant la forma en què interactuen amb la conformitat de l'aire a la caixa. El pes del con del radiador passiu hauria de ser aproximadament equivalent a la massa d'aire que hauria omplert el port que podria haver estat utilitzat per a aquest disseny. Si la massa acústica del radiador passiu és igual a la del port i el compliment del PR és insignificant, aleshores el comportament de resposta de freqüència d'aquests dos tipus de sistemes serà pràcticament idèntic.
Tot i que la resposta de freqüència d'un radiador passiu serà similar a la d'un gabinet portat, la baixada de baixa freqüència del sistema serà lleugerament més pronunciada (5è ordre en lloc de 4t ordre), a causa d'una osca (caiguda) en el resposta en freqüència causada per la Vap (compliment o rigidesa) del radiador passiu. Aquesta osca es produeix a la freqüència de ressonància a l'aire lliure del PR i provoca una resposta transitòria lleugerament més pobre. Malgrat això, potser a causa de la manca de turbulències de ventilació i de ressonàncies de tubs de ventilació, alguns oients prefereixen el so dels PR als ports reflex. Els altaveus de PR són només una mica més complexos de dissenyar i, en general, són més cars en comparació amb els caixes bass reflex estàndard.

## Aplicacions
Els radiadors passius s'utilitzen en altaveus Bluetooth, altaveus estèreo domèstics, armaris de subwoofer i sistemes d'altaveus d'àudio del cotxe, especialment en els casos en què no hi ha prou espai per a un port o un sistema de ventilació. Tot i que la majoria dels altaveus de monitors d'estudi són dissenys de reflex de graves portats o tancats sense ventilació ni radiador passiu, els altaveus de monitor HR824 i HR624 de Mackie tenen un radiador passiu instal·lat a la part posterior de l'armari. Focal també ven un monitor d'estudi amb un radiador passiu anomenat SM9.
Exemples respectius d'un altaveu intel·ligent i un altaveu Bluetooth portàtil que utilitzen radiadors passius són HomePod mini d'Apple i UE Boom d'Ultimate Ears.